# Лајза Минели
Лајза Меј Минели (енгл. Liza May Minnelli; Лос Анђелес, 12. март 1946) је америчка глумица и певачица добитница Оскара и награде Тони. Она је ћерка глумице и певачице Џуди Гарланд и њеног другог мужа, филмског режисера Винсента Минелија. Лајза Минели је из веома познате уметничке породице; са мајчине стране она има забављаче у фамилији уназад шест генерација. Њена славна мајка имала је великог успеха у филмовима и музици, а њени ујаци били су део музичке групе, „The Gumm Sisters“, заједно са њеном мајком. Њен отац који је такође из позоришне фамилије укључујући у то и циркуске извођаче био је запажени филмски редитељ. Лизино прво појављивање на филму десило се када је имала три године у финалној сцени мјузикла „In the Good Old Summertime“ из 1949. године, у којем је глумила заједно са њеном мајком и Ваном Џонсоном.
Као већ афирмирана певачица у ноћним клубовима и позоришна глумица, пажњу критике први је пут привукла својим драматским извођењима у филмовима The Sterile Cuckoo (1969) и Tell Me That You Love Me, Junie Moon (1970). Светску је славу постигла улогом Сали Боулс у филмској верзији бродвејског мјузикла Cabaret, за коју је награђена Оскаром за најбољу главну глумицу.
Док су филмски пројекти попут Lucky Lady, Питање времена и New York, New York били мање успешни од њених позоришних улога, Минели је постала једна од најсвестранијих, врло цењених и комерцијално најуспешнијих телевизијских забављачица (започевши с концертним филмом Liza with a Z 1972) те позоришних глумица у бродвејским продукцијама мјузикала Flora the Red Menace, The Act и The Rink. Одржала је такође и међународне турнеје те наступала у представама Liza Minnelli: At Carnegie Hall, Frank, Liza & Sammy: The Ultimate Event и Liza Live from Radio City Music Hall.
Након година хроничних здравствених проблема, укључујући и озбиљну инфекцију вирусним енцефалитисом, вратила се 2002. с новом концертном представом Liza's Back. У годинама 2008. и 2009. наступала је на бродвејској представи Liza's at The Palace...!, која је освојила награду Тони за најбољи посебни позоришни догађај.
Лајза Минели освојила је укупно три награде Тони, укључујући и посебни Тони. Такође, награђена је и Оскаром,
наградом Еми, са два Златна глобуса и признањем Греми легенда за допринос и утицај у музичкој индустрији, заједно с многим другим признањима и наградама. Једна је од ретких уметница награђених Оскаром, Емијем, Гремијем и Тонијем.

## Младост
Рођена је у Холивуду у Калифорнији у Сједињеним Државама, као кћер режисера Винсента Минелиa и глумице Џуди Гарланд. С мајчине стране има шест генерација предака забављача. Њена је мајка била успешна на филму и у музици, али каријеру је започела глумећи у водвиљу с Минелијевим теткама као „The Gumm Sisters”. Њен отац је хваљени режисер у MGM-у, из позоришне је породице која је укључивала и циркуске извођаче.
Похађала је школу Фиорело Х. Лагвардија средња школа музике & уметности и извођачких уметности у Њујорку. Њен први филмски наступ одвио се када јој је било три године, при чему је наступила у завршној сцени мјузикла In the Good Old Summertime (1949), с Џудy Гарланд и Ваном Џонсоном.
Њени су полусестра и полубрат из брака Џудy Гарланд и Сида Луфта, Лорна и Јо Луфт. Има још једну полусестру, Кристијан Нина Минели, из другог брака њеног оца.

## Каријера

### Позориште
У позоришту је професионално почела да наступа 1963, у узрасту од 17 година, у новој ванбродвејској изведби мјузикла Best Foot Forward, с позитивним критикама и првом наградом – Theatre World Award. Идуће ју је године њена мајка позвала да заједно наступе у Лондон Паладијуму. Премда је са својом мајком била у присном односу, током заједничког наступа у Лондон Паладијуму, Гарланд је препознала њен талент. Минели се присетила, „Била сам на позорници са својом мајком, али изненада, то није била мајка ... била је то Џуди Гарланд.” Кад јој је било 19 година, вратила се на Бродвеј, те је 1965. постала најмлађа добитница награде Тони за главну глумицу у мјузиклу Flora the Red Menace. Тада је први пут сарађивала с дуом Џон Кандер и Фред Еб (који ће касније компоновати скоро све њене најпознатије пјесме).

### Музика
Музичку је каријеру започела као адолесцент, с професионалним дебијем у својој деветнаестој години у Шорехам Хотелу у Вашингтону. Касније је наступила и у другим клубовима и позорницама у Лас Вегасу, Лос Анђелесу, Чикагу, Мајамију и Њујорку. Успех њених наступа уживо довео је до снимања неколико албума за Капитол Рекордс: Liza! Liza! (1964), It Amazes Me (1965) и There Is a Time (1966). Почетком каријере, снимала је традиционалне поп стандарде и сонгове из разних мјузикла у којима је наступила. Ради тога, Вилијам Рухлман назвао ју је млађом сестром Барбре Стрејсенд.
Од 1968. до 1970-их, снимила је више савременог материјала у складу с класичним поп песмама за албуме Liza Minnelli (1968), Come Saturday Morning и New Feelin' (оба 1970) за А&М Рекордс, The Singer (1973), компилацију софт рок материјала, и Tropical Nights (1977) албум диско-стила за Columbia Records. Ипак, за њену су каријеру значајнији успешни концертни наступи на међународним турнејама него комерцијални успех дискографских издања.
Након дужег одсуства из музике, 1989. је у сурадњи с Pet Shop Boys снимила електро-данце албум Results, који је био међу првих десет на лествицама у Великој Британији и рангиран и у Сједињеним Државама, произвевши четири сингла: Losing My Mind, Don't Drop Bombs, So Sorry, I Said, и Love Pains, којима су видеоспотови дали додатни узлет њеном повратку у музику. Касније исте године извела је уживо Losing My Mind на церемонији доделе награда Греми, где јој је додељен Grammy Legend Award (прво издање те награде, тада додељене и Ендру Лојду Веберу, Смоки Робинсону и Вилијему Нелсону). С тим признањем, постала је једна од само 12 особа из света шоу бизниса - међу осталима и Whoopi Goldberg, Barbra Streisand i Mel Brooks – које су освојиле Еми, Греми, Тони и Оскара.
Године 1992, заједно с групом Квин, извела је песму We Are the Champions на концерту у спомен на Фредија Меркурија.
Године 1996, објавила је нови студијски албум насловљен Gently, колекцију џез стандарда и неколико савремених песама, као обраду Does He Love You у дуету с Доном Самер. Албум јој је донео номинацију за Греми за најбоље традиционално поп вокално извођење. Године 2009, албум њеног бродвејског концерта Liza's at the Palace...!, номинован је за најбољи поп вокални албум. Године 2010, објавила је Confessions, њен први студијски албум након 14 година.

### Филм
Први је пута на филму наступила као дете, у последњој сцени филма In the Good Old Summertime (1949). Прва потписана улога била је у комедији Charlie Bubbles (1967), једином филму у којем је Алберт Фини режисер и главни глумац. Године 1969, у улози ексцентричне тинејџерке Пуки Адамс, наступила је у првом дугометражном филму Алана Џ. Пакуле The Sterile Cuckoo (1969), наступ који јој је донео прву номинацију за Оскара. Идуће године глумила је још једну ексцентричну улогу у филму Tell Me That You Love Me, Junie Moon, редитеља Ота Преминџера. Године 1972, остварује своју најпознатију улогу, Сали Баулс, у филмској верзији мјузикла Кабаре, за коју је била награђена Оскаром и Златним глобусом.
Након успеха Кабареа, Боб Фоси и Лиза Минели сарађивали су на Liza with a ‘Z’. A Concert for Television, посебном телевизијском концерту. Програм је емитован два пута на телевизији и објављен на DVD-ју 2006.
Сарађивала је и са својим оцем, режисером Винсентом Минелијем, у филму A Matter of Time (1976), глумећи главну улогу заједно с Ингрид Бергман. Након опсежних студијских интервенција у филм, на које Винсент Минели није имао утицаја, није постигао комерцијални ни критички успех.
Наступ заједно с Робертом Де Ниром у музичкој драми New York, New York (1977) донео јој је њену најпознатију песму (Theme from New York, New York). То је постала и једна од најпознатијих песама Франка Синатре, који је две године касније објавио успешну обраду (за свој албум Trilogy: Past Present Future), те су је понекад заједно уживо певали на позорницама.
Након главне улоге заједно с Дадлијом Муром у великом хиту Arthur (1981), ређе је наступала на филму. Једна од улога из тог доба била је у музичкој драми-комедији Stepping Out (1991.).

### Телевизија
Током 1950-их гостовала је као дете у емисији Арта Линклетера, те је 1959. певала и плесала с Џином Келијем у његовој првој посебној ТВ емисији. Гостовала је у једној епизоди ТВ серије Бен Кејси, те је била честа гошћа у разговорним емисијама водитеља Џека Пара, Мерва Грифина, Мајка Дагласа, Џоа Франклина, Дајна Шора и Џонија Карсона. Током 1960-их више је пута гостовала у тв емисији Rowan & Martin's Laugh In као и у другим забавним емисијама укључујући The Ed Sullivan Show, The Hollywood Palace и The Judy Garland Show. Године 1964, наступила је у својој првој драмској телевизијској улози у епизоди „Nightingale for Sale”, краткотрајне ЦБС серије Mr. Broadway.
У новије време, наступила је ТВ серијама Прикраћени, Ред и закон: Злочиначке намере и Drop Dead Diva. У Великој Британији гостовала је у емисијама Руби Вакс, Грахама Нортона и Џонатана Роса, док је октобра 2006. учествовала у сатири на Charlotte Church Show и у ТВ програму Мајкла Паркинсона. Године 2009, била је гостујући судија на Аустралијском Идолу.
Новембра 2009, Америчка јавна телевизија је емитовала концерт „Liza's at the Palace”, сниман 30. септембра и 1. октобра 2009. у МГМ Грандовом холивудском театру у Лас Вегасу. Извршни продуценти снимања, Крејг Задан и Нил Мерон, раније су с Лајзом Минели сарађивали на реиздању концертног филма „Liza with a 'Z'”.

## Студијски албуми
- 1964: Liza! Liza!
- 1965: It Amazes Me
- 1966: There Is a Time
- 1967: Liza Minnelli
- 1968: Come Saturday Morning
- 1970: New Feelin'
- 1973: The Singer
- 1977: Tropical Nights
- 1989: Results
- 1996: Gently
- 2010: Confessions